# Zenegroennetwants
De zenegroennetwants (Tingis reticulata) is een wants uit de familie van de Tingidae (Netwantsen). De soort werd het eerst wetenschappelijk beschreven door Herrich-Schäffer in 1835.

## Uiterlijk
De ovaal gevormde wants kan 4 tot 4.5 mm lang worden en is altijd langvleugelig (macropteer). Net als de andere netwantsen hebben de vleugels van deze wants een fijnmazig netwerkpatroon van aders, bij Tingis-soorten zijn deze vleugeladers op diverse plekken gevlekt. De randvelden van het halsschild zijn niet naar voren gebogen. De wants heeft net als Tingis pilosa en Tingis crispata haartjes langs de rand van het halsschild. Bij Tingis crispata zijn deze haartjes korter dan bij de rest. Tingis pilosa heeft een middenveld van de vleugels dat breder is en meer cellen bevat.

## Leefwijze
De volgroeide wantsen kunnen het hele jaar gevonden worden maar voornamelijk in de periode van april tot oktober op kruipend zenegroen (Ajuga reptans). Er is één generatie per jaar, de wantsen paren in mei en nadat de eitjes zijn uitgekomen, zijn de nimfen in juni en juli te vinden. De volwassen dieren overwinteren in het mos en bladafval onder de rozetten van de waardplant.

## Leefgebied
Het verspreidingsgebied van de soort loopt van Europa tot aan Azerbeidzjan en Armenië. In Nederland is de soort zeldzaam en komt hij alleen voor in de duinen van Noord- en Zuid-Holland.  